# Cordylomera annulicornis
Cordylomera annulicornis är en skalbaggsart som beskrevs av Leon Fairmaire 1892. Cordylomera annulicornis ingår i släktet Cordylomera och familjen långhorningar.
Artens utbredningsområde är:
- Djibouti.
- Kenya.

Inga underarter finns listade i Catalogue of Life.